# Kusti
Kusti este un oraș în Sudan.

## Climă
| Date climatice pentru Kosti, Sudan (1961–1990) | Date climatice pentru Kosti, Sudan (1961–1990) | Date climatice pentru Kosti, Sudan (1961–1990) | Date climatice pentru Kosti, Sudan (1961–1990) | Date climatice pentru Kosti, Sudan (1961–1990) | Date climatice pentru Kosti, Sudan (1961–1990) | Date climatice pentru Kosti, Sudan (1961–1990) | Date climatice pentru Kosti, Sudan (1961–1990) | Date climatice pentru Kosti, Sudan (1961–1990) | Date climatice pentru Kosti, Sudan (1961–1990) | Date climatice pentru Kosti, Sudan (1961–1990) | Date climatice pentru Kosti, Sudan (1961–1990) | Date climatice pentru Kosti, Sudan (1961–1990) | Date climatice pentru Kosti, Sudan (1961–1990) |
| Luna                                           | Ian                                            | Feb                                            | Mar                                            | Apr                                            | Mai                                            | Iun                                            | Iul                                            | Aug                                            | Sep                                            | Oct                                            | Nov                                            | Dec                                            | Anual                                          |
| ---------------------------------------------- | ---------------------------------------------- | ---------------------------------------------- | ---------------------------------------------- | ---------------------------------------------- | ---------------------------------------------- | ---------------------------------------------- | ---------------------------------------------- | ---------------------------------------------- | ---------------------------------------------- | ---------------------------------------------- | ---------------------------------------------- | ---------------------------------------------- | ---------------------------------------------- |
| Maxima medie °C (°F)                           | 32.4 (90,3)                                    | 34.8 (94,6)                                    | 38.5 (101,3)                                   | 41.2 (106,2)                                   | 41.2 (106,2)                                   | 38.6 (101,5)                                   | 33.7 (92,7)                                    | 33.5 (92,3)                                    | 32.8 (91)                                      | 35.2 (95,4)                                    | 34.7 (94,5)                                    | 32.0 (89,6)                                    | 35,72 (96,29)                                  |
| Media zilnică °C (°F)                          | 24.2 (75,6)                                    | 26.0 (78,8)                                    | 29.5 (85,1)                                    | 32.0 (89,6)                                    | 33.3 (91,9)                                    | 31.9 (89,4)                                    | 28.7 (83,7)                                    | 28.2 (82,8)                                    | 27.9 (82,2)                                    | 29.3 (84,7)                                    | 27.6 (81,7)                                    | 24.6 (76,3)                                    | 28,6 (83,48)                                   |
| Minima medie °C (°F)                           | 16.0 (60,8)                                    | 17.2 (63)                                      | 20.4 (68,7)                                    | 22.8 (73)                                      | 25.4 (77,7)                                    | 25.1 (77,2)                                    | 23.6 (74,5)                                    | 22.9 (73,2)                                    | 23.1 (73,6)                                    | 23.4 (74,1)                                    | 20.5 (68,9)                                    | 17.2 (63)                                      | 21,47 (70,64)                                  |
| Minima istorică °C (°F)                        | 9.4 (48,9)                                     | 9.9 (49,8)                                     | 12.6 (54,7)                                    | 14.0 (57,2)                                    | 17.3 (63,1)                                    | 19.0 (66,2)                                    | 18.4 (65,1)                                    | 18.5 (65,3)                                    | 18.8 (65,8)                                    | 14.5 (58,1)                                    | 13.1 (55,6)                                    | 8.6 (47,5)                                     | 9,4 (48,9)                                     |
| Precipitații mm (inches)                       | 0.0 (0)                                        | 0.0 (0)                                        | 0.0 (0)                                        | 1.5 (0.059)                                    | 13.0 (0.512)                                   | 43.5 (1.713)                                   | 97.9 (3.854)                                   | 119.4 (4.701)                                  | 62.5 (2.461)                                   | 10.9 (0.429)                                   | 2.4 (0.094)                                    | 0.0 (0)                                        | 351,1 (13,823)                                 |
| Umiditate [%]                                  | 39                                             | 32                                             | 29                                             | 26                                             | 34                                             | 48                                             | 63                                             | 71                                             | 66                                             | 51                                             | 41                                             | 41                                             | 45,1                                           |
| Nr. de zile cu precipitații (≥ 0.1 mm)         | 0.0                                            | 0.0                                            | 0.0                                            | 0.2                                            | 2.4                                            | 5.4                                            | 10.0                                           | 12.2                                           | 6.7                                            | 2.4                                            | 0.3                                            | 0.0                                            | 39,6                                           |
| Ore însorite                                   | 313.1                                          | 280.0                                          | 300.7                                          | 303.0                                          | 294.5                                          | 249.0                                          | 217.0                                          | 220.1                                          | 243.0                                          | 288.3                                          | 306.0                                          | 316.2                                          | 3.330,9                                        |
| Sursă: NOAA                                    |                                                |                                                |                                                |                                                |                                                |                                                |                                                |                                                |                                                |                                                |                                                |                                                |                                                |